# جيراردوس يوهانس مولدر
جيراردوس يوهانس مولدر (باللغة الهولندية Gerardus Johannes Mulder) هو بروفيسور وعالم كيمياء حيوية وكيميائي هولندي، ولد في 27 ديسمبر 1802 في أوترخت في هولندا، وتوفي في 18 أبريل 1880 في Bennekom ‏ في هولندا.